# Country Songs for City Folks
Albums de Jerry Lee Lewis
The Return of Rock
(1965) Memphis Beat
(1966)
Country Songs for City Folks est un album de Jerry Lee Lewis, sorti en 1965.

## Liste des chansons
1. Green Green Grass of Home (Curly Putman)
2. Wolvertine Mountain (Merle Kilgore (en)/Claude King)
3. Funny How Time Slips Away (Willie Nelson)
4. North to Alaska (Tillman Franks)
5. Wild Side of Life (A.P. Carter (en)/William Warren)
6. Walk Right In (Gus Cannon/Hosea Woods)
7. City Lights (Bill Anderson)
8. Ring of Fire (June Carter Cash/Kilgore)
9. Detroit City (Danny Dill/Mel Tillis (en))
10. Crazy Arms (Ralph Mooney (en)/Chuck Seals)
11. King of the Road (Roger Miller)
12. Seasons of My Heart (George Jones/Darrell Edwards)

## Source de la traduction
- (en) Cet article est partiellement ou en totalité issu de l’article de Wikipédia en anglais intitulé « Country Songs for City Folks » (voir la liste des auteurs).